# Leopold Damian

Leopold Damian

Leopold Damian (* 4. April 1895 in Böbingen; † 19. April 1971 in Neustadt an der Weinstraße) war ein deutscher Politiker (NSDAP) und SA-Führer.
Damian, von Beruf Volksschullehrer, trat zum 1. Mai 1929 in die NSDAP ein (Mitgliedsnummer 133.642). Am 1. Januar 1930 trat er zudem in die SA ein, in der er 1943 den Rang eines Gruppenführers erreichte. Bei der SA übernahm er am 1. Mai 1931 die Führung der Standarte 18 und ab 1934 der Brigade 51 in Neustadt. Im Juli 1937 wurde er in München Abteilungsleiter beim Gerichts- und Rechtsamt der Obersten SA-Führung. Von November 1937 bis April 1941 war er Beisitzer und Leiter des Obersten SA-Gerichts. Ab April 1941 führte er die SA-Gruppe Oberrhein. Zudem war er Beisitzer beim Volksgerichtshof.
Am 28. April 1942 trat Damian im Nachrückverfahren für den verstorbenen Willy Ziegler als Abgeordneter in den nationalsozialistischen Reichstag ein, dem er bis zum Ende der NS-Herrschaft im Frühjahr 1945 als Vertreter des Wahlkreises 32 (Baden) angehörte.